# Бесхвостый кролик
Бесхвостый кролик, или вулканический кролик (лат. Romerolagus diazi) — млекопитающее из семейства зайцевых, обитающее исключительно в горном регионе в центральной части Мексики, преимущественно в районе вулканов Попокатепетль и Истаксиуатль. Видовое название дано в честь Аугустина Диаса (1829—1893).

## Описание
Длина тела от 27 до 32 см, вес от 400 до 600 г. Бесхвостый кролик относится к самым маленьким представителям своего семейства. Его мех имеет серо-бурый окрас, уши короткие и круглые, хвост настолько мал, что незаметен снаружи.

## Местообитание
Жизненное пространство — это пиниевые леса с густым подлеском, чаще на высоте от 2 800 до 4 200 метров над уровнем моря. Животные активны преимущественно в сумерки, проводя оставшееся время в своих норах. Эти строения длиной до 5 м часто имеют по соображениям безопасности несколько выходов. Часто общую нору делят от 2 до 5 животных. Между собой животные общаются, издавая высокие скрипящие звуки, напоминающие голос пищух, а также барабаня при помощи задних лап. Питаются животные травой.

## Размножение
Круглый год бесхвостые кролики могут производить на свет детёнышей, пик рождений приходится на дождливое лето. Период беременности составляет примерно от 38 до 40 дней, в помёте от одного до 4-х (в среднем 2) детенышей. Они проводят первые недели жизни в норе, однако уже через 3 недели принимают твёрдый корм и становятся самостоятельными в возрасте одного месяца.

## Охранный статус
Хотя вид находится в Мексике под охраной, на него иногда всё ещё охотятся. Однако основная угроза — это выкорчёвывание леса под поля и пастбища. Сегодня область распространения вида разделена на 3 маленьких пятна. По данным МСОП, вид имеет статус endangered.

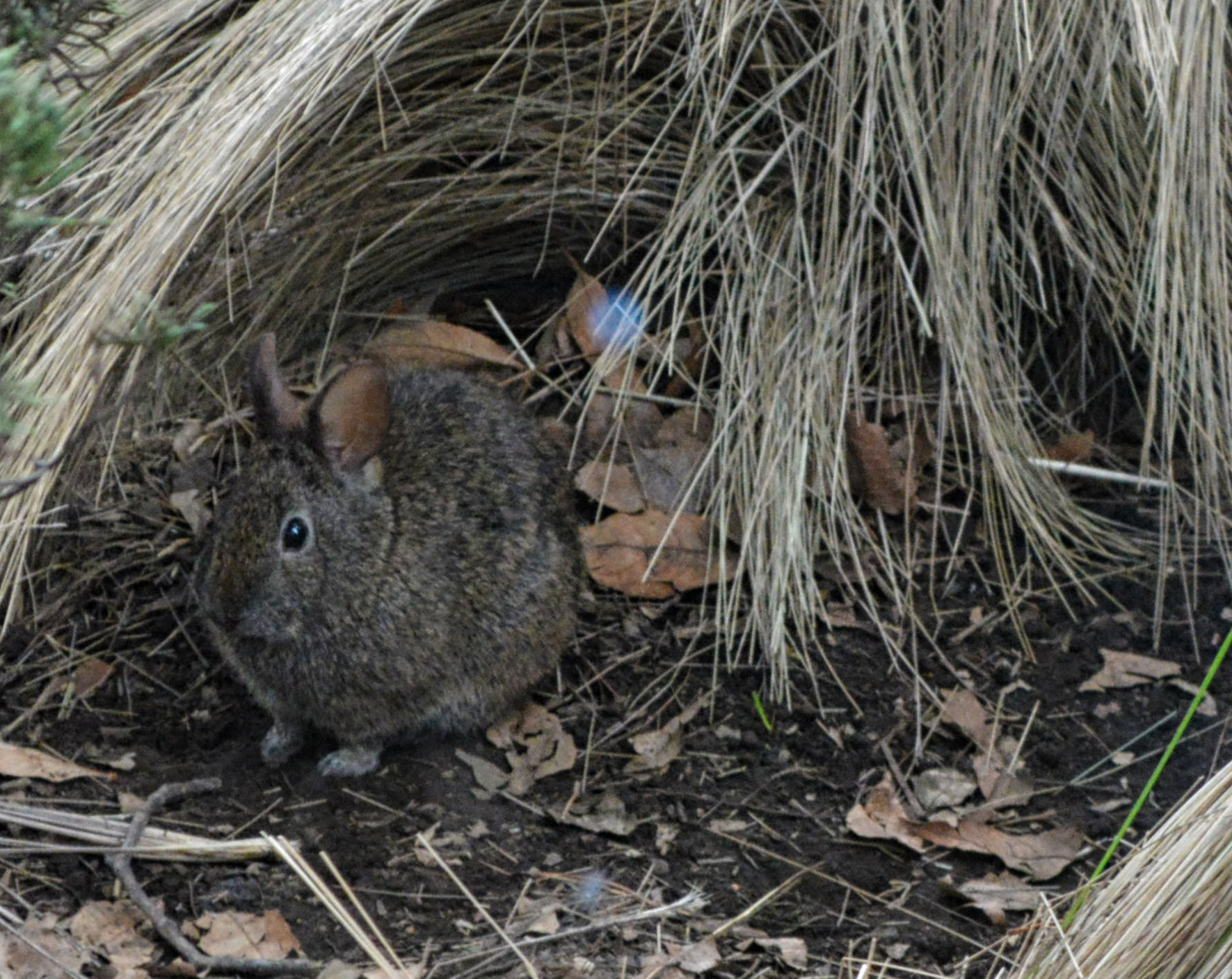
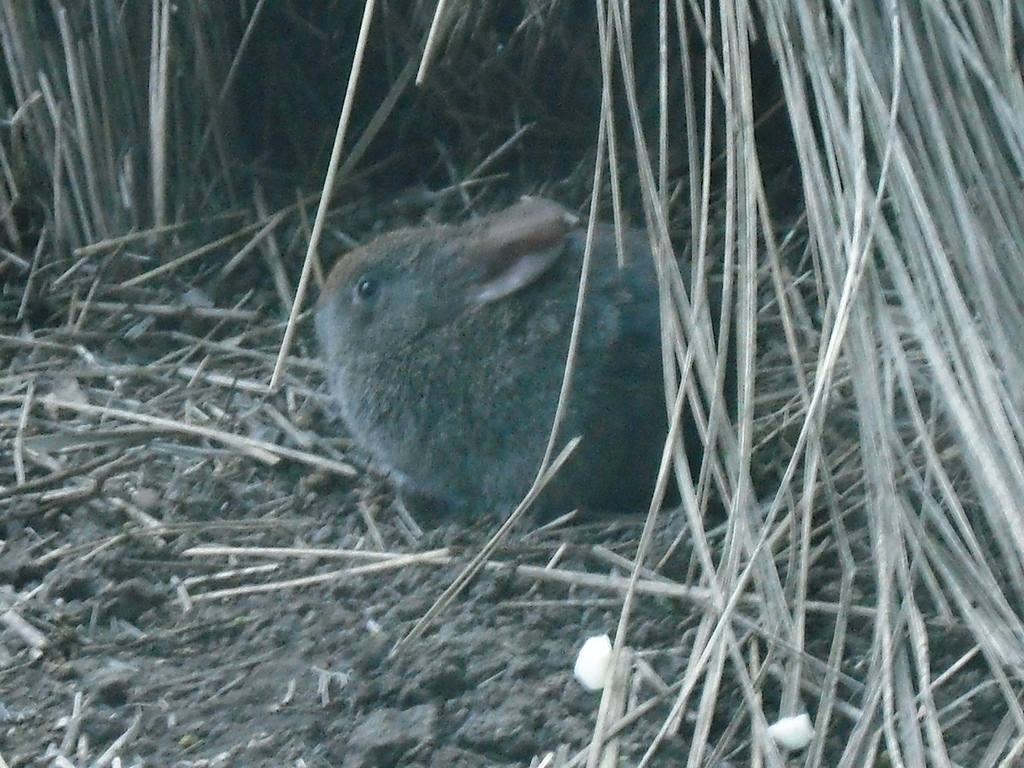